# Taibilla
Der Taibilla ist ein Fluss in Spanien. Er ist ein Zufluss des Río Segura.

## Lage
Der Fluss entspringt mit dem Quellbach Arroyo del Molino südwestlich von Nerpio in der Provinz Albacete in der Sierra de Taibilla. Nördlich von Nerpio durchfließt er die Stauseen Embalse del Taibilla, Embalse del Turrilla, von dem der Bewässerungskanal Canal del Taibilla deinen Ausgang nimmt, und Presa de Toma de agua del Taibilla. Er verläuft weiter in nordnordöstlicher Richtung und mündet südwestlich von Elche de la Sierra in den Río Segura, der wiederum den Río Mundo aufnimmt, durch die Stadt Murcia fließt und bei Guardamar del Segura in der Provinz Alicante in das Mittelmeer mündet.